# 6849 Doloreshuerta
6849 Doloreshuerta è un asteroide della fascia principale. Scoperto nel 1979, presenta un'orbita caratterizzata da un semiasse maggiore pari a 2,3684394 au e da un'eccentricità di 0,0877293, inclinata di 6,38533° rispetto all'eclittica.